# Polyipnus clarus
Polyipnus clarus es un pez que pertenece a la familia Sternoptychidae. Esta especie marina fue descrita científicamente por Anthony S. Harold en 1994.

## Descripción
Polyipnus clarus es un pez pequeño de aproximadamente 56 milímetros (2,2 pulgadas) y posee un cuerpo comprimido. La boca es casi vertical, el hocico es corto y los ojos son grandes y no tubulares. La superficie dorsal es oscura. Posee fotóforos detrás y debajo de los ojos, en los flancos y el vientre.